# Uniara
Uniara (Centro Universitário de Araraquara) est un club brésilien de volley-ball fondé en 2005 et basé à Araraquara qui évolue pour la saison 2014-2015 en Superliga feminina.

## Effectifs

### Saison 2014-2015
Entraîneur :  Sandra Mara Leão